# Дебели рът
Дебели рът е село в Северна България. То се намира в община Елена, област Велико Търново.

## География
Село Дебели рът се намира в планински район.